# Лусинда Дики
Лусинда Дики (енгл. Lucinda Dickey; Хачинсон, 14. август 1960) америчка је глумица и плесачица. Најпознатија по улози у филму Брејкденс из 1984. године.
Рођена и одрасла у Хачинсону, у држави Канзас, где је са четири године почела да плеше у мајчином студију (Џуди Мејсон је управљала школом плеса од 1964. до 2006). Док је похађала државни универзитет у Канзасу, усавршавала се у плесу и такмичила на избору за Мис Канзаса.
Године 1980. преселила се у Лос Анђелес, где добија стипендију на плесној академији Ролан Дупре. После 10 месеци постала је једна од главних плесачица за потребе филма Бриљантин 2. У јесен 1982. године наступила је као плесачица у музичкој ТВ серији Солид Голд.
Прву главну улогу је остварила у филму Нинџа 3 Доминација из 1983. године. У мају 1984, појавила се у улози плесачице Кели у филму Брејкденс и његовом наставку Брејкденс 2 (децембар 1984). Престала је да се бави глумом почетком деведесетих година.
Живи у Калифорнији, удата је за продуцента Крега Пилиџана. Имају двоје деце, сина Џозефа Мајкла (рођ. 1986) и Аманду Мари (рођ. 1989).